# 4384 (1990 AA)
4384 (1990 AA) је астероид главног астероидног појаса чија средња удаљеност од Сунца износи 2,620 астрономских јединица (АЈ).
Апсолутна магнитуда астероида је 12,1.